# Catharina Lodders
Catharina Johanna Lodders, ahora Catharina Evans  (Haarlem, 28 de enero de 1942) es una modelo y reina de belleza holandesa que fue coronada Miss Mundo 1962 . 
Antes del concurso en Miss Mundo, fue coronada Miss Países Bajos en mayo de 1962. Por lo tanto, ganar Miss Países Bajos le daría la oportunidad de ser coronada Miss Internacional 1962 en Long Beach, California y suceder a su compatriota Stam van Baer. Lodders quedó en cuarto lugar detrás de la eventual ganadora Tania Verstak de Australia. Luego también fue coronada Miss Benelux, seguida de Miss Mundo ese mismo año. Se convirtió en la segunda mujer neerlandesa (después de Corine Rottschafer en 1959) en ganar el título. El certamen se celebró en Londres. Al ganar el concurso, fue citada diciendo: "No creo que sea la chica más hermosa del mundo, soy la chica más hermosa aquí". 
El 12 de diciembre de 1963, como modelo de 21 años y ex reina de belleza de Haarlem, Países Bajos,  Lodders aceptó la propuesta de matrimonio  del cantante, compositor y bailarín estadounidense Chubby Checker, de 22 años.  Checker dijo que conoció a Lodders en Manila en enero anterior. (La canción de Checker " Loddy Lo ", un éxito número 13 a finales de 1963, fue escrita sobre ella). Se casaron el 12 de abril de 1964 en la Iglesia Luterana Temple en Pennsauken, Nueva Jersey .  Más tarde criaron a sus hijos en Paoli, Pensilvania .  Su primera hija, Bianca Johanna Evans, nació en Filadelfia el 8 de diciembre de 1966. 